# Flashlight (песня Каси Мось)
«Flashlight» (с англ. — «Вспышка») — песня польской певицы Каси Мось, представленная на конкурсе «Евровидение-2017» в Киеве.

## Евровидение
11 февраля 2017 года на «Krajowe Eliminacje 2017», национальном отборе Польши на Евровидении 2017 года, было подтверждено, что Кася Мось примет участие. Мось выиграла национальный финал 18 февраля. Представительница Польши участвовала во второй половине первого полуфинала на Евровидении.

## Композиция
| №  | Название     | Длительность |
| -- | ------------ | ------------ |
| 1. | «Flashlight» | 3:00         |